# Александр Снегирёв
Алекса́ндр Снегирёв (настоящее имя Алексе́й Влади́мирович Кондрашо́в, род. 6 января 1980, Москва) — русский писатель, редактор.

## Биография
Два года проучился в Московском архитектурном институте, окончил Российский университет дружбы народов, магистр политологии.
В дальнейшем печатался в журналах «Знамя», «Октябрь», «Новый мир».
Весной 2014 года принимал участие в 5 сезоне телевизионного проекта «Полиглот» на канале «Культура», где участники изучали немецкий язык.
С 2016 года заместитель главного редактора журнала «Дружба народов».

### Переводы на иностранные языки
- Александр Снегирёв. Petroleum Venus. — Glas, 2012. — 208 с. — ISBN 9785717200967.

## Цитаты
Снегирёв о «лихих девяностых»
Когда стало нечего жрать, родичи на все сбережения купили пять китайских пуховиков и мы вместе продавали их на черёмушкинском рынке. Получив навар — купили здоровый кусок ветчины. Но было ощущение драйва. Вроде нищета, бесправие и всё такое, но как-то пёрло. Хотя года два мы одной кашей питались, а праздничным новогодним блюдом была банка консервированной рыбы на всю семью. Тогда я, кстати, немного поработал гувернёром у состоятельных людей, присматривал за их сыном-второклассником.

## Отзывы
в повествовании Снегирёва заново приобретает человеческие черты то, что мы привыкли считать малоинтересным, мимо чего привыкли проходить, не оборачиваясь, и от этого воплощения становится страшновато. Детали, излишне выпуклые, даже кажущиеся искусственными — церковные свечи, например, в праздничном торте … говорят лишь о тщательности подхода автора, не экономящего ради «альфочек», пафоса и стиля. «Нефтяная Венера», кстати, это картина в стиле, надо понимать, арбатского гиперреализма, обнажённая натура на фоне берёз, на которую, подобно Данае, проливается чёрный нефтяной дождь. Охотникам до толкования символов такая возможность предоставлена: Россия, углеводороды и безвкусица, бизнес кошмарят…

В романе полно сложных, очень неудобных сцен, но Снегирёву каким-то поразительным образом удаётся нигде не сфальшивить. Вообще, Снегирёв, при всём своём умении взять за душу, не только крайне уместный, но и очень умный писатель. «Нефтяная Венера» — хороший роман. В нём есть настоящий катарсис.

«Надо про книжку написать. Молодого автора», — сказал мне главный редактор Time Out Игорь Шулинский. И, предупредив, что сюжет витиеватый, тут же его со скоростью скороговорки пересказал…

перед нами молодое дарование, вступающее на широкое литературное поприще. «Нефтяная Венера» — не лучший образец творчества начинающего писателя. Здесь явно желание автора угодить вкусу широкой публики. Снегирёв пишет «лёгкий» сентиментальный роман, сработанный по лекалам массовой литературы. Здесь есть и сентиментальная история (мальчик-даун — один из главных героев), и социальная сатира, и современные девицы, и сектантские увлечения, и жанровые зарисовки, и сцены, исполненные психологизма. Но всё это, на самом деле — не более, чем беллетристическое враньё.

Автор, придерживаясь по ходу рассказа добродушного и нейтрального тона, не скрывает своего ироничного отношения к американцам, будь они греками, индейцами, белыми или тёмнокожими. Жители США в его книге предстают людьми, поражёнными какой-то дикой патологией характера и мировоззрения.

## Награды и премии
В 2005 г. короткая проза Снегирёва была удостоена премии «Дебют». Как отмечал возглавлявший жюри премии писатель Евгений Попов, «меня в его сочинениях привлекло то, что Снегирёв пытается работать „поверх барьеров“ авангардизма, „чернухи“, лакировки, самолюбования, макабра, попсы и прочей мути».
В 2007 году получил премию «Венец», в 2008 — премию «Эврика».
В 2009 роман «Нефтяная Венера» номинирован на премию «Большая книга», вышел в финал премии «Национальный бестселлер», номинирован на премию «Русский Букер».
В 2010 году роман «Тщеславие» назван лучшей прозаической книгой года по версии «НГ-Exlibris».
Книга «Чувство вины» названа лучшей прозой 2013 года по версии «НГ-Exlibris».
В 2014 году стал лауреатом премии «Звёздный билет», посвящённой памяти В. П. Аксёнова.
Роман «Вера» (Эксмо, 2015) вышел в финал литературных премий «Русский Букер» и «Национальный бестселлер», завоевав первую из них.
В то же время Снегирёв стал одним из героев документального фильма «Год литературы» его жены, режиссёра Ольги Столповской. В начале съёмок выяснилось, что их загородный дом, расположенны в Новой Москве, предполагается к сносу в связи со строительством новой автодороги, и это стало одной из основных сюжетных линий фильма.